# Can Boada (Girona)
Can Boada és una masia al veïnat gironí de Campdorà. És una masia de diferents cossos afegits on el nucli central és de planta baixa i un pis. Composició diversa, on les obertures són de pedra polida i de llindes planeres. El conjunt té dos accessos, un superior, per la façana lateral dreta, des de l'era; i l'altre entre el cos principal i una ampliació pel costat dret, de terrassa, a manera de carreró empedrat i que dona a una portalada d'arc carpanell. Aquesta entrada dona a un pati que mena a l'escala principal. El cos del davant de la porta té una galeria de 3 arcs de punt rodó que donen un passadís d'accés a les cambres. La façana posterior d'aquest cos està composta per un reguitzell de finestres de pedra treballada a nivell de primer pis. El cos principal té coberta a dues aigües, i de teula àrab. Façanes arrebossades. A la façana lateral dreta hi ha una pallissa, adossada a la masia, de dos arcs de punt rodó en cantonada.